# Arques-la-Bataille

Arques-la-Bataille este o comună în departamentul Seine-Maritime, Franța. În 1 ianuarie 2022 avea o populație de 2.433 de locuitori.